# Szlak Apaczów

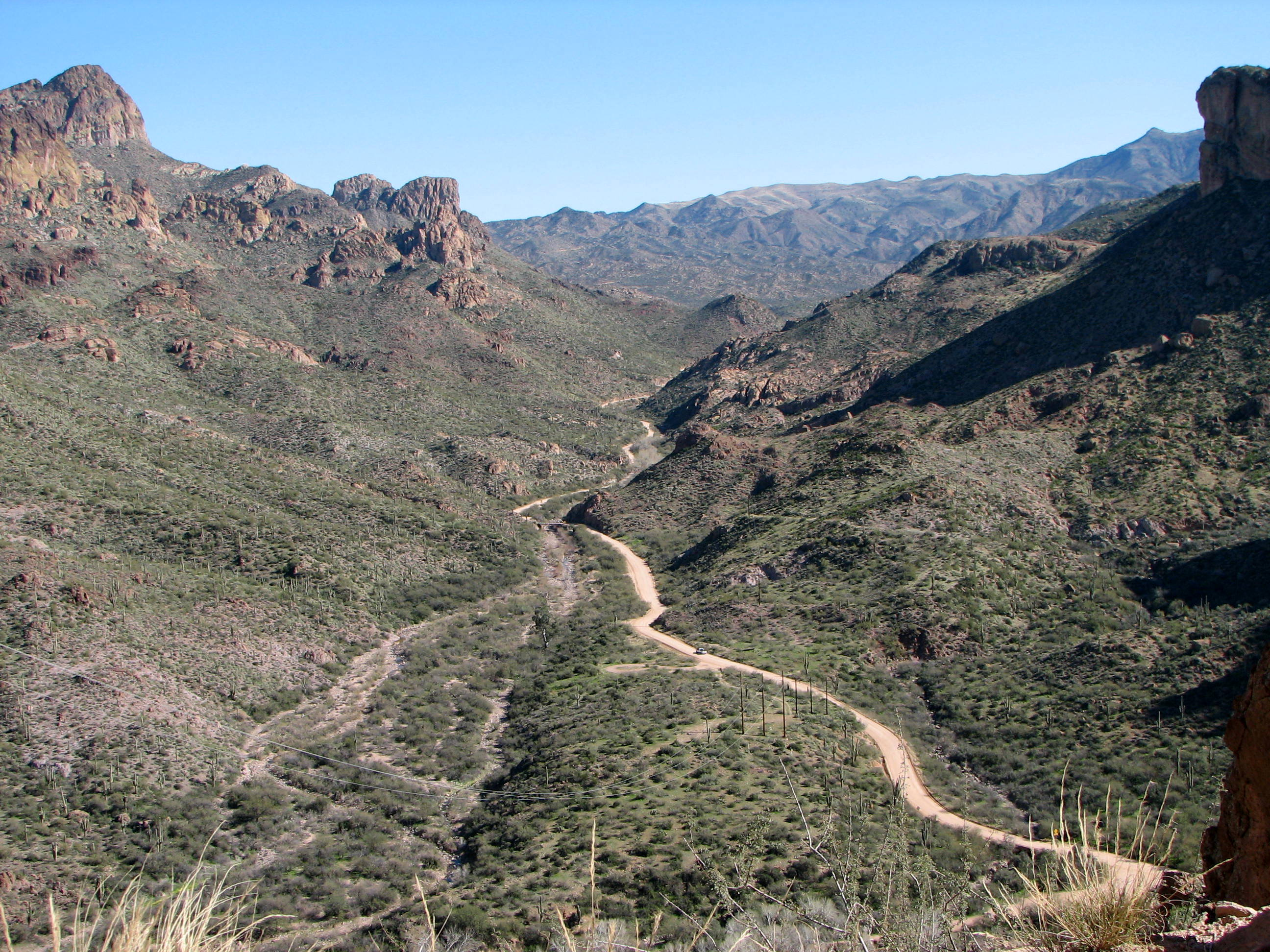
Szlak Apaczów wijący się wśród gór

Szlak Apaczów, (ang. Apache Trail), w Arizonie był w XIX wieku drogą dyliżansową, wiodącą przez masyw Superstition Mountains. Nazwę swą zawdzięcza Indianom z plemienia Apaczów, którzy jako pierwsi wykorzystywali biegnącą tędy ścieżkę.
Dzisiaj Szlak Apaczów łączy miejscowość Apache Junction na granicy obszaru metropolitalnego Phoenix z Jeziorem Roosevelta, przecinając góry i Tonto National Monument.
Większa część Szkalu Apaczów posiada obecnie utwardzoną nawierzchnię, a jego odcinek na wschód od Apache Junction nosi oficjalnie miano Drogi Stanowej nr 88. Jest również główną linią komunikacyjną Apache Junction, która przechodzi w Main Street, gdy droga dochodzi do miejscowości Mesa, ale zachowuje swoją "indiańską" nazwę jako Apache Boulevard w miejscowości Tempe, gdzie kończy swój bieg na styku z Mill Avenue. Przed ukończeniem budowy autostrady "Superstition Freeway" w roku 1992, Szlak Apaczów na obszarze Apache Junction był częścią autostrady międzystanowej nr 60.
Szlak wije się na odcinku 65 km przez dzikie pustynne góry, mija głębokowodne jeziora Canyon Lake i Apache Lake. Zaraz za Tortilla Flat Szlak staje się wąski i wyboisty, a na odcinku do zapory Roosevelta roi się od niebezpiecznych odcinków, gdzie droga biegnie nad przepaściami, a murków lub barier ochronnych prawie nie ma. Kierowcy muszą zachowywać tu szczególną ostrożność i nie zaleca się pokonywania tego odcinka dużymi kamperami, SUV, czy wanami. Najlepiej sprawdzają się tu samochody terenowe, takie jak jeep.